# Ровин
Ровин произнасян още като Ровини или Ровиня (на хърватски: Rovinj; на италиански: Rovigno, Ровиньо) е град на Адриатическото крайбрежие на Хърватия. Разположен е на западния бряг на полуостров Истрия (Област Истрия) на около 50 км южно от границата със Словения. Градчето е едно от най-романтичните места по Адриатика и е популярен туристически курорт и активно рибарско пристанище. Истърският език, някога широко разпространен в тази част на полуострова, все още се говори от някои от жителите. В селището се намира изследователски център по История, който е институция под шапката на Съвета на Европа. Близостта на Венеция определя и голямото влияние в културата на региона от времето на Венецианската република, което се забелязва веднага от архитектурата на Ровин.

## География
Ровин е единят от деветте града в област Истрия. Климатът е средиземноморски. Средната температура през януари е 4.8 °C (40.6 °F), а през юли 22.3 °C (72.1 °F). Средногодишна температура 16 °C (60.8 °F). Растителността е субтропична. Средногодишните валежи са 941 мм.
Първоначално полуостровчето на което е разположен старият град е било остров разделен посредством канал от континенталния бряг. През 1763 каналът е запълнен. На неговото място днес е разположен централният градски площад. Ровинският архипелаг включва 22 островчета.

## История
Районът е бил населен от илирийски племена преди да попадне под владичеството на Римляните, които го наричат Mons Rubineus, а по-късно Ruginium и Ruvinium. Последователно бива във владение на Византия до VI век, когато преминава под контрола на Равенския екзархат, а през 788 година става част от кралството на Франките. Следват няколко века управление на местни феодални владетели. От 1208 година селището е управлявано от Аквилиянсият Патриарх.
В периода 1283 – 1797 година, Ровин става един от най-важните градове в област Истрия в рамките на Венецианската република. Бил е сериозно укрепен с фортификационни съоръжения и крепостни стени с три градски порти. Недалеч от кеят, днес могат да се видят остатъци от градската порта Balbi's Arch датирана от 1680 година.
След падането на Венеция и известен период на присъствие на Наполеон I, Ровин става част от Австро-Унгарската империя до Първата Световна Война. Между двете войни градът е в рамките на Италия. От 1947 година територията е преотстъпена на Социалистическа република Хърватия в рамките на Югославската Федерация.

## Население
Около 15 000 жители са постоянните обитатели на града и околността. 76% от тях са хървати. Като етнически групи сред останалите се определят: 16% италианци, сърби – 3,5%, албанци – 2,37% и босненци – 1,81%.

## Побратимявания
- Адрия, Италия (1982)
- Камайоре, Италия (1990)
- Леонберг, Германия (1990)